# Agata Tarczyńska
Agata Tarczyńska (* 27. Juni 1988 in Jelenia Góra) ist eine ehemalige polnische Fußballspielerin.

## Karriere

### Vereine
Tarczyńska startete ihre Karriere bei dem Verein KS Lechia Piechowice, wo sie bei den Jungen mitgespielt hatte. Danach wechselte sie zu den Jugendmannschaften der Frauenfußballabteilung von KS AZS Wrocław. 2001 debütierte Agata bei der ersten Mannschaft. Dort holte sie 2002 ihren ersten Meistertitel, 2003 und 2004 das Double und ein Jahr später nochmals die alleinige Meisterschaft. Zur Saison 2005/06 wechselte sie in die Fußball-Bundesliga der Frauen zum 1. FC Saarbrücken. Sie spielte die in der Saison 17 Spiele und erzielte drei Tore, bevor sie zum KKPK Medyk Konin wechselte. Tarczyńska kehrte im Sommer 2008 zu KS AZS Wrocław zurück, wo sie im Frühjahr 2009 an ihren ehemaligen Verein 1. FC Saarbrücken ausgeliehen wurde. In der Rückrunde der Saison 2008/09 spielte sie lediglich in einem Zweitligaspiel für Saarbrücken, bevor sie im Herbst 2009 zu Wrocław zurückkam. Es folgten anschließend zwei weitere Jahre, bevor sie beim RTP Unia Racibórz unterschrieb. Im Januar 2013 kehrte sie nach Deutschland zurück, wo sie beim SV Bardenbach unter Vertrag stand. Nach einem halben Jahr, in dem sie sechs Tore in zwölf Spielen erzielte, wechselte sie im Juli 2013 zu Blau-Weiß Hohen Neuendorf. Sie spielte in neun 2. Bundesligaspielen für Hohen Neuendorf, bevor sie sich dem Bundesligisten MSV Duisburg anschloss.

In der Saison 2014/15 spielte Tarczyńska für Zagłębie Lubin. In der Hinrunde erzielte sie 22 Tore in 11 Spielen. und wurde am Ende der Saison Torschützenkönigin. Im Juni 2015 unterschrieb Tarczyńska beim KKPK Medyk Konin, wo sie in der Saison 2015/16 20 Tore erzielte. Im Sommer 2016 wechselte Tarczyńska zum VfL Wolfsburg, wo sie zunächst für die zweite Mannschaft vorgesehen war. Nachdem sie in 21 Spielen 20 Tore für Wolfsburg II erzielen konnte, rückte sie im Sommer 2017 in das Bundesligateam des deutschen Meisters auf, für den sie jedoch kein Pflichtspiel bestritt; für den VfL Wolfsburg II bestritt sie weitere zehn Punktspiele, in denen sie fünf Tore erzielte. Anschließend gelangte sie zum Bundesligisten SC Sand, den sie nach nur zwei Monaten verließ und zum VfL Wolfsburg zurückkehrte. Für deren Zweite Mannschaft erzielte sie sechs Tore in 14 Zweitligaspielen. Zur Saison 2020/21 schloss sie sich dem Bundesligisten Werder Bremen an, den sie bis Saisonende 2022/23 angehörte und in dieser Zeit 25 Punktspiele bestritt und fünf Tore erzielte. Mit sieben weiteren Mitspielerinnen wurde sie am letzten Spieltag vom Verein verabschiedet. Ende Mai 2023 verkündete sie daraufhin ihr Karriereende.

### Nationalmannschaft
Tarczyńska bestritt vom 19. September 2009 bis zum 1. September 2022 25 Länderspiele für die A-Nationalmannschaft. Ihr Debüt gab sie im ersten Spiel der WM-Qualifikationsgruppe 4 beim 4:1-Sieg über die Nationalmannschaft der Ukraine in Nowy Sącz. Im vierten WM-Qualifikationsspiel am 29. Oktober 2009 in Sarajevo erzielte sie beim 4:0-Sieg über die Nationalmannschaft Bosnien-Herzegowina mit dem Treffer zum 3:0 in der 55. Minute ihr erstes A-Länderspieltor. Ihr letztes Länderspiel bestritt sie im vorletzten Spiel der WM-Qualifikationsgruppe F beim 2:1-Sieg über die Nationalmannschaft Albaniens in Elbasan.